# 론 라이트
로널드 잭 라이트(Ronald Jack Wright, 1953년 4월 8일 ~ 2021년 2월 7일)는 미국의 정치인이다.
텍사스주 잭슨빌에서 태어나 텍사스 대학교 알링턴을 다녔다.
2000년 알링턴 시의원으로 정치를 시작했다. 2019년 1월부터는 텍사스주 제6선거구에서 공화당 하원의원으로 임기를 지냈다.
2019년 7월 폐암 진단을 받았다. 이듬해인 2020년 방사선 치료 등을 받으며 합병증으로 입원하였다.
미국의 코로나19 범유행중인 2021년 1월 19일 라이트가 코로나19 양성 진단을 받았다는 것이 발표되었다. 입원하여 투병중 2월 7일 사망하였다. 미국 국회의원이 임기 중 코로나19로 사망한 사례는 처음이다. 2020년 12월에 하원의원에 당선된 루크 레틀로가 임기를 시작하기 전에 코로나19로 사망한 예는 있었다.

## 역대 선거 결과
| 선거명      | 직책명                      | 대수  | 정당   | 득표율 | 득표수    | 결과 | 당락                   |
| ----------- | --------------------------- | ----- | ------ | ------ | --------- | ---- | ---------------------- |
| 2018년 선거 | 하원의원 (텍사스 제6선거구) | 116대 | 공화당 | 53.10% | 135,961표 | 1위  | 텍사스주 하원의원 당선 |
| 2020년 선거 | 하원의원 (텍사스 제6선거구) | 117대 | 공화당 | 52.80% | 179,507표 | 1위  | 텍사스주 하원의원 당선 |